# Xitle
A Xitle egy kialudt vulkán Mexikóváros déli részén, Tlalpan kerületben. Magassága különböző források szerint 3150–3195 méter.

## Leírás
A Xitle neve a navatl nyelvű xictli („(kis) köldök”) szóból származik. A főváros déli részén, az Ajusco északkeleti lejtőjén emelkedő kis hegy egyike annak a mintegy 200 vulkánnak, amelyek a Mexikói-völgyet a tőle délre fekvő Morelosi medencéktől elválasztó Sierra Chichinautzin nevű hegységben találhatók, és egyike Mexikó körülbelül 3000 monogenetikus vulkánjának, tehát egy olyan vulkán, amely egyetlen kitörés alkalmával keletkezett. Ez a kitörés valamikor i. sz. 245 és 315 között történhetett; a körülbelül 50 km mélyről feltörő, gázokban gazdag, alacsony viszkozitású, kezdetben több mint 1000 °C-os láva mintegy 12 km távolságra is elfolyt északkelet felé.
A Xitle látogatható a turisták számára is, megmászása nem igényel különösebb erőfeszítést. Oldalában a megszilárdult láva által kialakított barlangok is érdekes látnivalót jelentenek. Ezekről a barlangokról kapta Tlalpan egyik korábbi nevét, a 19. században használatos San Agustín de las Cuevas nevet (a cuevas jelentése barlangok).